# ホットドッグ (テレビドラマ)
『ホットドッグ』はTBS系列で1990年4月19日 - 6月28日にかけて放送されたテレビドラマ。
東京の下町・深川を舞台にひょんなことから4人の子供と暮らすことになってしまったテキ屋の青年とその周りの人間模様と成長を描いた物語。
また続編シリーズとして連ドラ版より2年後を描いた「テキ屋の信ちゃん」が1991年9月より年1本ずつ、単発ドラマとして月曜ドラマスペシャルにて計5本放送された。

## キャスト
相京信
演 - 柳葉敏郎
秋田県出身。テキ屋(露天商)稼業で生計を立ててる青年。義理を重んじ、人情に厚いが昔気質で不器用な性格な為、その事が原因でトラブルを起こす事が多い。また惚れっぽい性格で友子という恋人がいるにもかかわらず、好みの女性を見るとすぐにちょっかいを出す。
当初は中西の子供4人の存在を迷惑がっていた。だが父親代わりをやっていくうちに徐々に父親としての自覚が芽生え、本当の親子関係以上の絆で結ばれることになる。後に友子との間に長女・きんぎょが生まれた事で本当の意味でも父親となった。続編最終作にて中西が不慮の事故で亡くなった事で4人を引き取り、正式に父親になる事を宣言する。
連ドラ版ではデコトラ仕様に改造されたマツダ・ボンゴのバンが愛車であり、友子や辰雄が運転することもある。
話し方は基本的に標準語だが時折秋田訛りが入る。
小学校時代の夢は科学特捜隊に入ってウルトラマンと共に地球を守りたかったとのこと。
高倉健のファン。連ドラ版で住んでいた部屋には主演した任侠映画のポスターが貼られていた。
高松（相京）友子
演 - 仙道敦子
信の恋人。連ドラ版では信との関係にやきもきする事が多かったが連ドラ版最終回と続編1作目の間に結婚している。2作目で長女・金魚が誕生する。4人の子供たちの母親代わりを務め、続編最終作で信の宣言により4人を引き取り正式に母親になる。
子供の頃はスチュワーデスになりたかった
山本辰雄
演 - 大沢樹生
信の弟分の青年。お調子者だが信を慕う心は本物で連ドラ版10話では信を守る為に暴力団員に戦いを挑んだ。中卒である。
丸山季実子
演 - 鈴木京香
テキ屋を取材する女子大生。信が惚れているのでその関係から友子がヤキモチを焼く事が多い。連ドラ版終盤で結婚するためにアメリカに旅立つと宣言。
続編2作目でその結婚が破談になり帰国。テレビ局に入社して朝のワイドショー「前武のラブリーモーニング」の担当となる。自身が企画したものが通り、「下町人情物語」というコーナーで信たちを紹介したいと出演依頼するが、大物女優の離婚というニュースが入ってきた事でプロデューサーに企画中止を言い渡されてしまう。
大田原輝
演 - 柄本明
信たちが通う居酒屋の主人。ギターでオリジナルソングをよく歌う。以前は商社マンだった。
大田原小雪
演 - 宇江佐りえ
信たちが通う居酒屋の女将。連ドラ版後半で妊娠、出産する。
藤山木久造
演 - 石倉三郎
信たちの下宿先の大家。せんべい屋「藤山堂」を営んでる。風俗店に通ったり浮気ぐせもある。
藤山好子
演 - 岡本麗
木久造の妻。最初は子供嫌いが顕著で事あるごとに信ごと追い出そうとしていたが妊娠した事で子供好きに変貌し、教育熱心になる。
中西（田代）久美子
演 - 高橋かおり　
信の兄貴分、中西の娘で初登場時は中学三年生。初期の頃は大人びてる言動が多く、大人を信じていなかった。信頼関係も無かった事から信とは対立する事がしばしばで時に取っ組み合いに発展する事も。だが連ドラ版5話にて父母参観で起きた出来事が切っ掛けにより徐々に態度が軟化、信たちを信用するようになる。
4人の子供たちの中で唯一連ドラ版最終回まで「信さん」と呼ばなかった。続編2作目で高校を中退し結婚、ニューヨークへと旅立つ。3作目で妊娠を機に帰国し、長男・路男を出産する。
続編4作目からは美容室で働いている。
銀三曰く「4人の中で1番中西(父)に似ている」とのこと。
中西武史
演 - 伊崎充則
中西の長男。初期から辞書を読んでおり、東京で学力テスト1位になるほどの勉強家。性格は真面目で思考が哲学的。最初は弁護士になるのが夢だったが続編4作目でボランティアに目覚め、海外ボランティアに参加するために奮闘する。
暴力で解決することに疑問を持っており、いじめっ子から友人を守る為に初めて人を殴るがそれすらも嫌がっていた。後に信と殴り合いを何度かする事で精神的にも強くなり自ら空手を習いに行くようになる。
勉強が出来る一方でエンタメ関連には弱いのか、続編3作目にて自身が出場する早押しクイズ大会の予行演習を行った際、信が出題した「一世風靡セピアの元メンバーで秋田県出身の人物は誰？」という問題に友子たちからもヒントが出ていたにも関わらず、「柳沢慎吾」と回答し信たちをズッコケさせている。
中西由佳
演 - 土井麻祐子（続編第3作より松本明日香）
中西の次女で信からは「デブ」と呼ばれる。食いしん坊な面があり、常に何かしら食べている。初期はあまり喋らない上に感情も分からず友達も居ないので信たちもどう接して良いのか分からなかった。嬉しい事を言われれば血圧が上がり、嫌なことを言われたら血圧が下がる体質。
中西卓
演 - えなりかずき
中西の次男。その風貌から信たちには「大仏」と呼ばれる。趣味は絵を描く事だが、紙だけでなく様々な場所に書いてしまう為、大人たちを大いに困らせる。
登場当初は笑う事や泣くことはあっても喋るシーンは皆無で、信の布団に潜り込んでおねしょしても笑って誤魔化している。
続編4作目で児童劇団に入り「ダイブツみそ」(マルコメみその「マルコメ君」のパロディ)のCMに出演して信たちを驚かせた。
高松春子
演 - 中尾ミエ
悟郎の妻にして友子の母、信たちが所属するテキ屋の姐さん。男勝りで気風が良い。信によくチケットを売りさばく様に頼み込む場面が多い。悟郎の浮気を見つける度に悟郎をシメている。
高松悟郎
演 - 室田日出男
信たちが所属するテキ屋の親分で友子の父。親分なだけに貫禄充分で、10話で信がヤクザに戻りそうになった際にはヤクザたちに凄んで見せた。浮気グセがあり、信を使ってプレゼントを渡そうとするがその度に春子にバレてシメられている。

## ゲスト
医者
- 演 - 佐野史郎（第1話）

不始末が原因で指詰め騒動を起こした辰雄の指を手当した医者。ヤクザを毛嫌いし、信と言い争う。
中西千代子
- 演 - 日向明子（第3話）

4人の子供たちの母親。お好み焼きを買いに来た際に友子が気付いた事で判明。現在はヤクザと付き合っておりスナック・パピヨンを経営、同店のママを務めていた。
信が子供たちの引き取りをお願いするが拒絶。翌日、千代子から信へ連絡があり郡山に行くので子供たちの引き取りたいと願い出る。
実は引き取りたいのは久美子のみで、中学をもうすぐ卒業する久美子を自身が経営する店で働かせたいと言い放つ。信に「久美子を水商売の店で働かせるのか！」と反論されるが、更に言い訳がましい理由を言った事で信が激怒、「子供たちは俺が引き取る」と一喝されてしまう。
渡辺英彦
- 演 - 近藤大基（第5話）

久美子の同級生で初恋の相手。理科が苦手だと言う久美子に授業で使うレポートを貸すなど真面目な生徒を装ってるが、久美子から誕生日プレゼントで貰った腕時計を仲間にあげようとするなど久美子をからかってる節があった。
友人から久美子の父親が刑務所に入ってる事を告げられ、「自分の将来に関わる」として関係を断つことを宣言する。だがそれを全て信と辰雄に聞かれてしまい、辰雄に一喝される。更に信に腕時計を取り返され、脅されたことを理由に逆恨みする。
その後、父母参観で友人と共謀し久美子のレポートが自らが貸したのにも関わらず「カバンからノートを盗んでコピーされた」としてレポートが盗作であると告発する。
渡辺の友人たち
- 演 - 露木祐次（第5話）
- 演 - 三塚一哉（第5話）

渡辺の友人。久美子の父親が刑務所に入ってる事を渡辺に告げ、久美子の陰口を言うが信と辰雄に聞かれて辰雄に一喝される。
渡辺が久美子のレポート盗作を告発したのもこの2人の入れ知恵からで、久美子が窮地に立たされた際には渡辺に便乗してワザと疑いを強めるヤジを飛ばす。
先生
- 演 - 冨家規政（第5話）

久美子が通う中学の先生で担当は理科。父母参観の授業にて、久美子に宿題のレポートを発表するように指示する。
内容そのものは渡辺が善意で貸してくれたノートをそのまま書き写したものだったが、久美子を嵌めようと友人と共謀した渡辺が裏切って盗作であると告発。それを受けて事情を聞くが保護者たちがいる手前、事情を答えられない久美子に対して盗作を疑い責める姿勢を取る。だがその対応を見ていた信が久美子を庇い激怒、信に一喝されてしまう。
川本銀三
- 演 - 北見治一（第6話）

テキ屋における信の大先輩で大恩人。通称「幻のイチゴ飴」を作る職人で信曰く「店を出せば甘いものに群がるアリの様に不思議なほど人が集まる」とのこと。大田原の店で8年ぶりに再会。
再会した流れで信の家に来るが朝から4人の子供を叩き起こしてラジオ体操をさせたり、好子の事を「飯炊き女」と言い放つ、金魚すくいで使うポイに重曹を吹き掛けるなど周りにとってはた迷惑な行動を起こす。
信と再会した際、普段は静岡の老人ホームに居て、息子が世田谷にいると言っていたが息子は交通事故で既に亡くなっていた。更に武史が見つけた内服薬の袋から入院先から逃げ出していた事が判明する。実は肺がんの末期で余命2ヶ月〜3ヶ月である事が発覚する。
銀三の夢が「最後にもう一度イチゴ飴の出見世を出したい」と言う事を聞いていた武史が信に伝え、銀三の為に「幻のイチゴ飴」を再現して店を出すがその当日の朝に亡くなってしまう。
銀三が急に信たちの前に現れた事について武史は「天国に行く前に(信たちに)会いたかったのでは？」と推察している。
パーティーの若者
- 演 - 岸谷五朗、寺脇康文、山田幸伸[注 23]（第7話）

季実子が誘ったパーティの参加者で大企業に勤めるエリートたち。テキ屋である信の事を見下してバカにした態度を取り「バナナの叩き売りをやれ」と煽る。信は激怒するもある事情で怒れない為、代わりに友子が3人を罵倒する。
司会者
- 演 - 関口宏（第9話）

『クイズ100人に聞きました』司会者・本人役。
工藤 優二
- 演 - 内藤剛志（第10話）

信のかつての兄貴分のヤクザで本家が関西にある銀竜会幹部。辰雄が起こした事故が切っ掛けで信と再会し、既に堅気になっていた信をヤクザに戻す為に信のみならず周辺人物への様々な嫌がらせを行う。
大木
- 演 - 安藤麗二（第10話）

工藤の部下。
桑島
- 演 - 斎藤文太（第10話）

工藤の部下。
ヒロシ
- 演 - 矢野泰二（最終話）

辰雄の弟分。
続編シリーズ「テキ屋の信ちゃん」
桃太郎
- 演 - 陣内孝則：第1作・第5作（友情出演）

福岡県大川市出身の「夢芝居 桃太郎一座」を子供たちと営んでるテキ屋で印籠型のライターを売っている。信とはウマが合い、乱闘騒ぎを起こして警察に連行される際に信を庇う。5作目では「愛しあってるかい!」と二人で叫ぶシーンがある。
君島ひとみ
- 演 - 中田喜子∶第1作目

武史の同級生の母親にして初恋相手。信に懇願され武史とデートする。だが本人は信に惚れておりシングルマザーによる仕事と子育て疲れを信に愚痴る。酒の勢いも借りて信に無理矢理抱かれようとするが「自分を大事にしろ！辛いのはみんな同じだ！」と一喝される。だがこの一連の行動が原因で武史は失恋、友子に不倫を疑われてしまった。
後で大田原の店で友子とサシで話し、和解。子供と共に実家のある北海道へ移住を決意した。
司会者
- 演 - 前田武彦∶第2作目

本人役。「前武のラブリーモーニング」のMC。
アシスタント
- 演 - 藤岡久美子∶第2作目

本人役。「前武のラブリーモーニング」のアシスタントMC
プロデューサー
- 演 - モロ師岡∶第2作目

「前武のラブリーモーニング」のプロデューサー。季実子が企画した信たちへのインタビュー企画を急遽中止、大物女優の離婚報道へ変更する。
季実子は抵抗するも変更を強要、更に信たちの事をバカにした発言をしてしまう。その際に偶然近くを通りがかった信本人に聞かれてしまい、スタジオ中を追い回され乱闘騒ぎへ発展、放送事故を起こす。
田代
- 演 - 村田雄浩：第2作目

久美子の夫で芸術家。その才能が認められてニューヨークで個展を開く。久美子との結婚に反対していた信と初対面の際、口論から信は怒りのあまり田代の作品を破壊、遂には殴り合いにまで発展する。だが彼と一緒に居る久美子を見た信が改心、結婚を認め和解する。
元々は教師であったが久美子との結婚を考え退職している。
宮本
- 演 - 立石涼子∶第3作目

暴対法成立に伴い祭りからテキ屋を追い出そうとするコミュニティフェスティバルの実行委員会の会長。現在のカスタマーハラスメントにも近い大袈裟な言動が目立ち、暴言を吐いた信たちを後述の娘の件もあって敵対視する。
夫は都議会議員を務め、子供が2人居る。
長女・はるかを蔑ろにする一方、さやかの弟が優秀な為に溺愛。その事がさやかの自殺未遂騒動の引き金の1つになっている。
区役課長
- 演 - 遠山俊也∶第3作目

テキ屋を追い出すように許可を出した張本人。宮本と同様に大袈裟な言動が目立つ。
クイズ大会の司会者
- 演 - 武野功雄∶第3作目

武史が参加した「勝ち抜き早押しクイズ大会」の司会者。最初はちゃんと司会を務めていた。決勝戦開始直後から武史が相手を圧倒するが、その事を快く思わなかった宮本から相手を勝たせるように不正する事を命令され実行。だが信にそれを気付かれて乱闘騒ぎになる。
森下社長
- 演 - 岸田今日子：第3作目

信の母親で信が5歳の時に出ていった。現在は福岡でとある企業の社長を務めており、東京進出を狙って上京してくる。縁日で対面した際に信は「どこかで見た事ある」と感じたが母親とは気付かなかった。その後、藤山一家や信たちが住む家の大家になったり、悟郎たちが住む土地の一部を買い取ったりするなど嫌がらせにも似た行動をとる。
終盤、あることが切っ掛けで友子に信の母親であることを気づかれる。だが最後まで信とは他人のスタンスを取るが東京を去る際に信が見送りに来たことで和解した。
宮本はるか
- 演 - 堀江奈々∶第3作目

コミュニティフェスティバル実行委員長・宮本の長女で武史の同級生。家庭内不仲やいじめが原因で学校の屋上で自殺しようとして武史に止められる。その後、心配した武史が家に連れて行くがそこでも自殺未遂騒動を起こし友子に叱責された。
その後は自宅に帰らず信たちと過ごし、信たちの周りで起きた様々な出来事を体験し改心。「家に帰ります」と信たちにお礼を言って帰っていった。
えのき
- 演 - 佐戸井けん太∶第4作目

原宿ゼミナールの広報課長。学力テストにおいて東京都内で1位となった武史を広告塔としてスカウトするために学校帰りの武史を尾行する
その後、大田原の店に居た信に事情を話して支度金として200万円を渡す
えのきの部下
- 演 - 徳井優∶第4作目

えのきと共に武史のスカウトに動く。サングラスをして尾行していたのでヤクザと勘違いされた
たきた
- 演 - 不明

日暮里予備校の広報課長。武史を広告塔としてスカウトするために買い物していた久美子、由佳、卓を尾行する
その後、自宅を訪れて話を聞いた友子に支度金として300万円を渡す。
たきたの部下
- 演 - 阿南健治∶第4作目

たきたの部下。尾行の際の格好が原因で久美子たちに刑事と勘違いされてしまう。
たけだまさと
- 演 - 杉本哲太∶第4作目

武史がボランティアに目覚める切っ掛けとなる青年で友子の中学時代の同級生。武史にボランティアについて語り、海外ボランティア活動支援を示唆するが…
やまださとみ
- 演 - 森下涼子∶第4作目

※当時は森下桂として出演
悟郎が入院する切っ掛けになる看護婦。ある悩みを抱えていたが信の言葉(武史の受け売り)を聞いたことで吹っ切れる。
中西一郎
- 演 - 三宅裕司：第5作目

4人の父親。連ドラ版からその存在について語られてきたが実際に登場したのは最終作のみ。続編1作目でまたも事件を起こして網走刑務所に収監された事が語られている。
出所後、4人の子供と共に種子島に移住しある計画を進めるが詐欺行為に加担していた。後に改心し、畑仕事を行う様になるが不慮の事故により亡くなってしまう。「津軽海峡・冬景色」が大好きでよく口ずさむ。
死後、信の問いかけにより4人の子供たちから漸く父親として認められた。
平吉
- 演 - 温水洋一：第5作目

信の中学の同級生で外交官。
信の同級生
- 演 - 遠山俊也∶第5作目[注 42]

信の中学の同級生。海外事業を展開する起業の課長代理を務めており、平吉に仕事で行くカナダについて教えて欲しいという。劇中で名前は明かされなかった。
さやか
- 演- 青山知可子∶第5作目

新興宗教団体「心のともしび会」の代表。
「ふるさとへ帰ろう〜♪」という歌を歌い、洗脳。悟郎にプレゼントを渡す様に言われた信が「定例会」を訪れた事でハマってしまう。
実は信や悟郎だけでなく藤山や大田原も前述の歌を歌っておりハマっているが発覚。それにより友子、春子、好子、小雪の4人で「定例会」に乗り込む事態に発展する。
その後、詐欺容疑で逮捕され現金や土地の権利書を騙し取っていた事が発覚。更に中西もその詐欺に加担していた事も判明する。

## テーマ曲
- 主題歌「PURE GOLD」矢沢永吉

本放送当時はシングルリリースに伴いCDプレゼント企画が行われた。
- 挿入歌「優しい関係」矢沢永吉

アルバム「永吉」には「DIAMOND MOON」というタイトルで収録された。また「テキ屋の信ちゃん」以降はEDテーマで使用されている。

## スタッフ
- 脚本：清水有生
- 参考資料：「香具師はつらいよ」北園忠治著（葦書房刊）
- プロデュース：大岡進
- 演出：森山享、竹之下寛次、山崎恆成

## サブタイトル
| 話数   | 放送日        | サブタイトル         | 演出       | 視聴率 |
| ------ | ------------- | -------------------- | ---------- | ------ |
| 第1話  | 1990年4月19日 | 仁義なき居候達       | 竹之下寛次 | 13.9%  |
| 第2話  | 4月26日       | 小さな愛の番外地     | 森山享     | 13.8%  |
| 第3話  | 5月03日       | 背中で泣いてる小鳥達 | 山崎恒成   | 11.8%  |
| 第4話  | 5月10日       | 五人目の居候         | 竹之下寛次 | 13.1%  |
| 第5話  | 5月17日       | 初恋代理戦争         | 森山享     | 11.9%  |
| 第6話  | 5月24日       | イチゴ飴エレジー     | 山崎恒成   | 9.0%   |
| 第7話  | 5月31日       | その男我慢中につき   | 森山享     | 11.1%  |
| 第8話  | 6月07日       | デブの誕生日         | 山崎恒成   | 14.1%  |
| 第9話  | 6月14日       | 来るものが来ない     | 森山享     | 13.1%  |
| 第10話 | 6月21日       | ヤクザが来た！       | 山崎恒成   | 12.5%  |
| 第11話 | 6月28日       | さらば子供たち       | 森山享     | 14.8%  |

## 続編シリーズ「テキ屋の信ちゃん」
|       | 放送日         |                                      | 演出     | 視聴率 |
| ----- | -------------- | ------------------------------------ | -------- | ------ |
| 第1作 | 1991年09月23日 | テキ屋の信ちゃん1「初恋純情編」      | 森山享   | 18.2%  |
| 第2作 | 1992年10月26日 | テキ屋の信ちゃん2「花嫁の父 哀愁編」 | 大岡進   | 18.0%  |
| 第3作 | 1993年09月27日 | テキ屋の信ちゃん3「おふくろ慕情編」  | 土井裕泰 | 18.8%  |
| 第4作 | 1994年09月26日 | テキ屋の信ちゃん4「青春旅立ち編」    | 土井裕泰 | 18.4%  |
| 第5作 | 1995年10月02日 | テキ屋の信ちゃん5「青春完結編」      | 土井裕泰 | 10.5%  |